# Windows Mobile 2003
Windows Mobile 2003, ban đầu có tên mã là "Ozone", là một hệ điều hành dành cho di động đã ngừng sản xuất và là một thành viên của gia đình Windows Mobile. Nó được phát hành vào 23 tháng 6 năm 2003, và là Microsoft OS đầu tiên được gọi là "Windows Mobile". Nó dựa trên Windows CE 4.20.

## Phiên bản
Windows Mobile 2003 gồm 4 phiên bản:
- Windows Mobile 2003 cho Pocket PC Premium Edition.
- Windows Mobile 2003 cho Pocket PC Professional Edition: Được sử dụng trên Pocket PC và không có một số tính năng từ Premium Edition như một client cho L2TP/IPsec VPN.
- Windows Mobile 2003 cho Smartphone.
- Windows Mobile 2003 cho Pocket PC Phone Edition: Được thiết kế đặc biệt cho Pocket PC bao gồm chức năng điện thoại.

## Tính năng
Giao tiếp liên lạc đã được tăng cường với quản lý thiết bị Bluetooth cho phép hỗ trợ truyền tập tin Bluetooth, hỗ trợ tai nghe Bluetooth và  hỗ trợ bàn phím phụ qua Bluetooth.
Ứng dụng hình ảnh với xem, cắt, e-mail, và hỗ trợ trao đổi được thêm vào.
Cải tiến đa phương tiện bao gồm hỗ trợ tập tin MIDI như nhạc chuông trong Phone Edition và Windows Media Player 9.0 với tối ưu hóa trực tuyến.
Một trò chơi xếp hình tên là Jawbreaker là một trong những chương trình được cài đặt sẵn. Games API được tích hợp trong phiên bản này tạo điều kiện phát triển trò chơi trên nền tảng này.
Tính năng khác/ứng dụng có sẵn bao gồm:
- Tăng cường Pocket Outlook với vCard và hỗ trợ vCal
- Cải thiện Pocket Internet Explorer
- Tùy chọn trả lời SMS cho Phone Edition.